# الکساندر فیلیایف

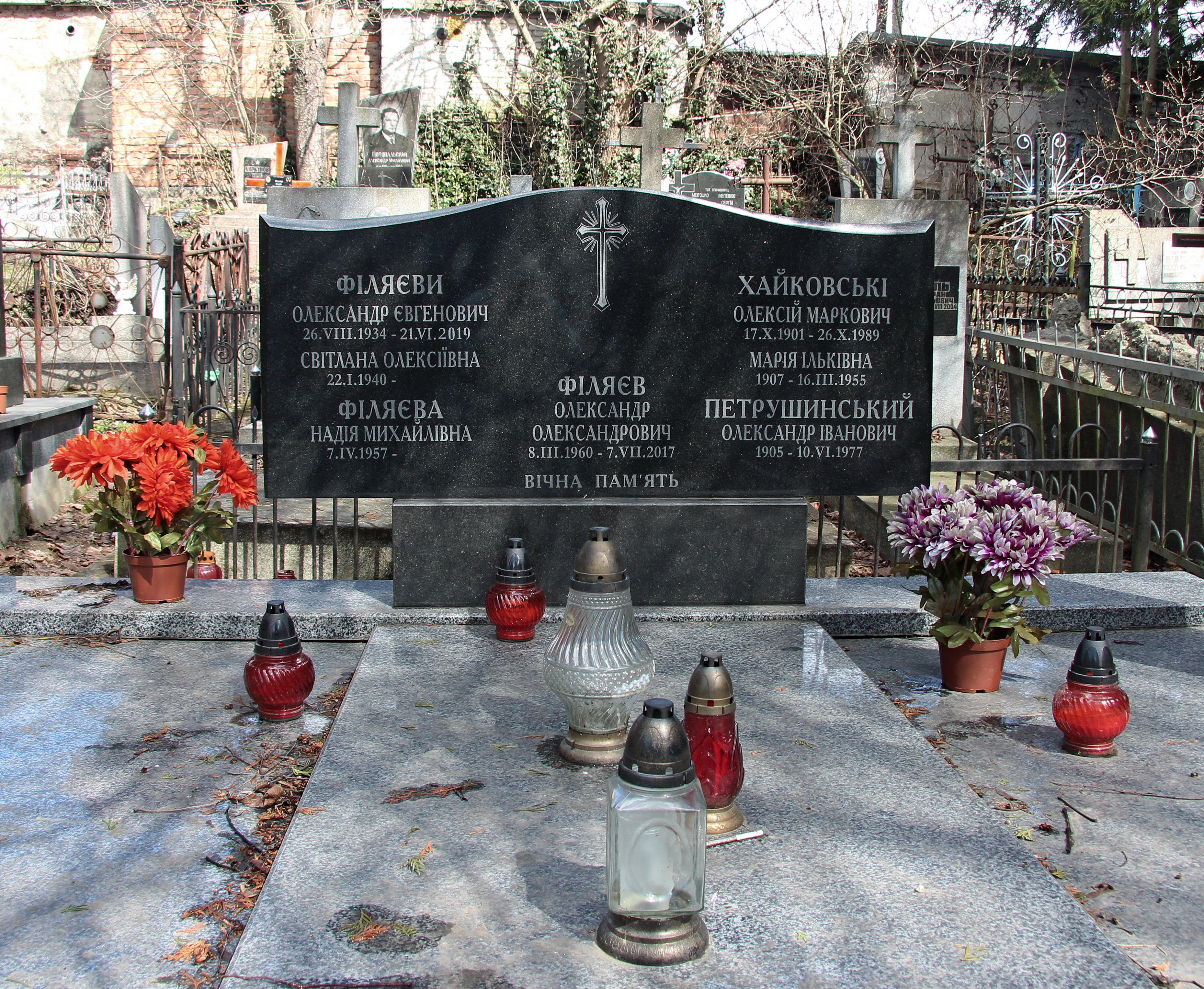
مقبره خانوادگی فیلیایف، گوشه سمت چپ بالا سنگ‌مزار «الکساندر فیلیایف»

الکساندر فیلیایف (اوکراینی: Олександр Євгенович Філяєв؛ ۲۶ اوت ۱۹۳۴ – ۲۱ ژوئن ۲۰۱۹) بازیکن فوتبال اهل اتحاد جماهیر شوروی سوسیالیستی بود.
از باشگاه‌هایی که در آن بازی کرده‌است می‌توان به باشگاه فوتبال لوکوموتیو مسکو اشاره کرد.